# Eparchia iwanowo-wozniesieńska
Eparchia iwanowo-wozniesieńska – jedna z eparchii Rosyjskiego Kościoła Prawosławnego z siedzibą w Iwanowie. Jej obecnym ordynariuszem jest metropolita iwanowo-wozniesieński i wiczugski Józef (Makiedonow), zaś funkcje katedry pełni sobór Przemienienia Pańskiego w Iwanowie. 
Eparchia iwanowo-wozniesieńska powstała po utworzeniu guberni z siedzibą w Iwanowo-Wozniesieńsku, po 1918 (dokładna data jej erygowania nie jest znana). Od 2002 nosiła nazwę eparchii iwanowo-wozniesieńskiej (także iwanowo-wozniesieńskiej i kineszemskiej). W 2012 z jej terytorium wydzielono eparchie kineszemską i szujską. Wszystkie trzy administratury tworzą metropolię iwanowską. 

## Biskupi iwanowo-wozniesieńscy
- Hieroteusz (Pomierancew), 1920–1922
- Bazyli (Prieobrażenski), 1923
- Augustyn (Bielajew), 1923–1926
- Mikołaj (Pokrowski), 1927–1928
- Paweł (Galkowski), 1929–1936
- Borys (Woskobojnikow), 1936–1937
- Aleksy (Siergiejew), 1937–1938
- Sergiusz (Griszyn), 1942–1943, locum tenens
- Jan (Sokołow), 1943–1944, locum tenens
- Onezym (Fiestinatow), 1944–1947, locum tenens
- Michał (Postnikow), 1947
- Paisjusz (Obrazcow), 1947–1948
- Benedykt (Polakow), 1948–1956
- Roman (Tang), 1956–1958
- Hilarion (Prochorow), 1958–1963
- Leonid (Łobaczow), 1963–1964
- Antoni (Krotewycz), 1964–1966
- Polikarp (Prijmak), 1966–1968
- Teodozjusz (Pogorski), 1968–1973
- Hiob (Kresowycz), 1973–1977
- Ambroży (Szczurow), 1977–2006
- Józef (Makiedonow), od 2006